# Lois sur l'emploi des langues en matière administrative
 (mai 2022).
La mise en forme du texte ne suit pas les recommandations de Wikipédia : il faut le « wikifier ».
Les points d'amélioration suivants sont les cas les plus fréquents. Le détail des points à revoir est peut-être précisé sur la page de discussion.
- Les titres sont pré-formatés par le logiciel. Ils ne sont ni en capitales, ni en gras.
- Le texte ne doit pas être écrit en capitales (les noms de famille non plus), ni en gras, ni en italique, ni en « petit »…
- Le gras n'est utilisé que pour surligner le titre de l'article dans l'introduction, une seule fois.
- L'italique est rarement utilisé : mots en langue étrangère, titres d'œuvres, noms de bateaux, etc.
- Les citations ne sont pas en italique mais en corps de texte normal. Elles sont entourées par des guillemets français : « et ».
- Les listes à puces sont à éviter, des paragraphes rédigés étant largement préférés. Les tableaux sont à réserver à la présentation de données structurées (résultats, etc.).
- Les appels de note de bas de page (petits chiffres en exposant, introduits par l'outil «  Source ») sont à placer entre la fin de phrase et le point final[comme ça].
- Les liens internes (vers d'autres articles de Wikipédia) sont à choisir avec parcimonie. Créez des liens vers des articles approfondissant le sujet. Les termes génériques sans rapport avec le sujet sont à éviter, ainsi que les répétitions de liens vers un même terme.
- Les liens externes sont à placer uniquement dans une section « Liens externes », à la fin de l'article. Ces liens sont à choisir avec parcimonie suivant les règles définies. Si un lien sert de source à l'article, son insertion dans le texte est à faire par les notes de bas de page.
- La présentation des références doit suivre les conventions bibliographiques. Il est recommandé d'utiliser les modèles {{Ouvrage}}, {{Chapitre}}, {{Article}}, {{Lien web}} et/ou {{Bibliographie}}. Le mode d'édition visuel peut mettre en forme automatiquement les références.
- Insérer une infobox (cadre d'informations à droite) n'est pas obligatoire pour parachever la mise en page.

Pour une aide détaillée, merci de consulter Aide:Wikification.
Si vous pensez que ces points ont été résolus, vous pouvez retirer ce bandeau et améliorer la mise en forme d'un autre article.
 (juin 2022).
Lire en ligne

 18 JUILLET 1966. - Lois sur l'emploi des langues en matière administrative. (Loi 1966071850  au Moniteur belge)

Les lois coordonnées du 18 juillet 1966 tendant à déterminer l'utilisation des langues en fonction du territoire, dite lois sur l'emploi des langues en matière administrative est une loi belge. Il s'agit de lois ayant pour objectif d'établir quelle langue sera employée en matière administrative  fonction de la région linguistique. La loi prend place après la division du territoire belge en régions linguistiques par la loi du 28 juin 1932.

## Contexte historique
La loi sur l’emploi des langues en matière administrative coordonnée le 18 juillet 1966 permet de déterminer quelle sera la langue officielle de l’administration en fonction du territoire. La problématique au XIXe siècle est la volonté des néerlandophones à vouloir reconnaître la langue néerlandaise au même titre que la langue française. L'instauration de ces lois sont des mesures qui ont été prises pour la protection des minorités linguistiques.
Cependant, il reste la question des limites territoriales. La première loi qui instaure plusieurs dispositions à ce niveau est la loi du 28 juin 1932 sur l’emploi des langues en matière administrative remplaçant la loi du 31 juillet 1921 et qui fut elle-même modifiée par la loi du 2 juillet 1954 puis par la loi du 8 novembre 1962 qui elle, tracera définitivement la frontière linguistique. En Belgique, on se réfère désormais à la loi sur l’emploi des langues en matière administrative coordonnée le 18 juillet 1966 qui reprend les dispositions linguistiques les plus importantes. Celle-ci est toujours en vigueur en Belgique malgré les nombreuses modifications qu’elle subit depuis son adoption.

## Procédure d'élaboration
Quant à la procédure d'élaboration de la loi du 28 juin 1932 sur l'emploi des langues en matière administrative, cette dernière était beaucoup moins rigoureuse si nous comparons avec celle de 1966 "Le ministre de l'intérieur en 1932 avait mis seul au point les textes qui le concernaient en les soumettant au Conseil de Ministres. En 1966, les ministres compétents chargés de l'élaboration des projets d'arrêtés devaient ou pouvaient se voir remettre ces projets aux organismes et institutions suivantes ; 
- Administration Générale,
- Secrétariat Permanent au Recrutement,
- Commission permanente de Contrôle linguistique,
- Consultation syndicale,
- Conseils des Ministres,
- Conseil d'État,
- Commission permanente pour l'élaboration des relations entre les communautés linguistiques belges (ou Commission Vanderpoorten, ou Commission Meyers)"[5].

## Contenu
La loi du 18 juillet 1966 reprend «l’ensemble des règles générales qui doivent présider à l’emploi des langues en matière administrative». Seuls les pouvoirs publics sont tenus de respecter les obligations linguistiques qui leur sont assignées par les lois sur l'emploi des langues en matière administrative coordonnée du 18 juillet 1966. 
On retrouve dans cette loi différents articles provenant d'autres lois. Celle du 28 juin 1932 relative à l’emploi des langues en matière administrative ainsi que des articles de la loi du 8 novembre 1962 modifiant les limites de provinces, arrondissements et communes. Cette dernière est venue modifier la précédente loi du 28 juin 1932 et celle du 14 juillet 1932 concernant le régime linguistique de l’enseignement primaire et moyen. Notamment, les articles de la loi du 2 août 1963 sur l’emploi des langues en matière administrative.   
Cette loi reprend trois expressions importantes qui disposent d’un statut légal. On voit apparaître au niveau de la loi du 18 juillet 1966 les termes « minorités », « régime spécial » et « statut propre ». La loi énonce que les neuf communes de la région de langue allemande, les dix communes à facilités de la frontière linguistique qui sont du nombre de 6 en Flandre et 4 en Wallonie et les deux communes malmédiennes sont des communes à régime spécial du fait qu’elles disposent d’un statut propre.  
Les différents régimes à facilités sont en effet reconnus dans cette présente loi du 18 juillet 1966. Effectivement, leurs dispositions ne se retrouvent pas dans la Constitution mais dans cette loi de 1966 et notamment dans la loi du 9 août 1988 portant modification de la loi communale, de la loi électorale communale, de la loi organique des centres publics d'aide social, de la loi provincial, du code électoral, de la loi organique des élections provinciales et de la loi organisant l'élection simultanée pour les chambres législatives et les conseils provinciaux. 
Les communes à facilités peuvent bénéficier au niveau administratif de facilités linguistiques en faveur de leurs habitants. Les différents articles de ladite loi expliquent et déterminent la langue qui pourra ou non être utilisée en fonction de la commune dans laquelle la personne concernée réside.  
À  titre d'exemple, dans certaines communes, les personnes peuvent bénéficier d'une traduction exacte d'un courrier si celui-ci n'est pas rédigé dans la langue de l'intéressé. 

## Champ d'application
Le champ d'application des lois coordonnées du 18 juillet 1966 est défini par l'article 1er ai paragraphe 1 et 2 de ladite loi. En effet, elles sont applicables :
- - « aux services publics centralisés et décentralisés de l'Etat, des provinces, des agglomérations, des fédérations de communes et des communes, dans la mesure où ils ne sont pas régis, au point de vue de l'emploi des langues, par une autre loi;
  - aux personnes physiques et morales concessionnaires d'un service public ou chargées d'une mission qui dépasse les limites d'une entreprise privée et que la loi ou les pouvoirs publics leur ont confiée dans l'intérêt général;
  - aux travaux administratifs, au personnel administratif et à l'organisation des services du Conseil d'État et de la Cour des comptes ainsi qu'aux Services d'enquête et aux membres du personnel administratif du Comité permanent du contrôle des services de police et du Comité permanent du contrôle des services de renseignements;
  - aux actes de caractère administratif du pouvoir judiciaire et de ses auxiliaires ainsi que des autorités scolaires;
  - aux opérations relatives aux élections législatives, provinciales et communales;
  - dans les limites fixées à l'article 52, aux actes et documents émanant des entreprises industrielles, commerciales ou financières privées.
  - § 2. Les différents services, ayant une compétence territoriale déterminée, des administrations, services publics et établissements visés au § 1er, ainsi que les personnes physiques mentionnées au même paragraphe, sont dénommés ci-après " services ". A moins qu'elles ne soient soumises à l'autorité d'un pouvoir public, les personnes visées au § 1er, 2°, ne tombent pas sous l'application des dispositions des présentes lois coordonnées relatives à l'organisation des services, au statut du personnel et aux droits acquis par celui-ci.»[13].

## Contrôle
Il existe une Commission permanente de contrôle linguistique qui a pour effet de surveiller l'application des lois reprises dans les lois coordonnées du 18 juillet 1966.    
La mise en œuvre de sanctions a été établie dans le cas du non-respect de ces lois. "L'installation officielle de la commission eut lieu le 4 juin 1964 dans les locaux du Ministère de l'Intérieur".  Le rôle de cette commission est établi à l'article 61 des lois sur l'emploi des langues en matière administrative, coordonnées le 18 juillet 1966.   

## Postérité
La présente loi a engendré de nombreuses réactions au niveau législatif dont notamment, l'élaboration de nouvelles lois et décrets. En effet, nous pouvons citer, par exemple, la genèse du décret de septembre. Il s'agit du décret réglant l'emploi des langues en matière de relations sociales entre employeurs et travailleurs, ainsi qu'en matière d'actes et de documents d'entreprise prescrits par la loi et les règlements. 
Notons que depuis 1973, les chambres néerlandophones du Conseil d'État ont mis en place une jurisprudence imposant l'utilisation du néerlandais à l'ensemble des mandataires publics de la périphérie bruxelloise. Cependant, elle n'est pas accueillie sur l'ensemble du territoire belge.  
Tout ceci est le fruit de la confrontation des communautés et des langues en Belgique.      

### Textes officiels
- Lois du 18 juillet 1966 sur l'emploi des langues en matière administrative, M.B., 2 août 1966, art. 1er.
- Loi du 9 août 1988 portant modification de la loi communale, de la loi électorale communale, de la loi organique des centres publics d'aide sociale, de la loi provinciale, du Code électorale, de la loi organique des élections provinciales et de la loi organisant l'élection simultanée pour les chambres législatives et les conseils provinciaux, M.B., 13 août 1988.